# Boverkets konstruktionsregler
Boverkets konstruktionsregler, BKR, innehåller Boverkets föreskrifter och allmänna råd till Plan- och bygglagen (PBL) och Lagen om tekniska egenskapskrav på byggnadsverk (BVL), med flera. Sista versionen är BKR 13 (BKR 2010), första var BKR 1 (BKR 1993).

## Nu gällande regler
BKR ersattes 2011 av Eurokoderna, reglerna för deras tillämpning i Sverige, EKS och till Eurokoderna hörande normativa standarder för bland annat utförande och kontroll. Sedan 2 maj 2011 får BKR ej längre tillämpas.